# سبنسر آدامز
سبنسر آدامز (بالإنجليزية: Spencer Adams)‏ هو لاعب كرة قاعدة أمريكي، ولد في 21 يونيو 1898 في لايتون في الولايات المتحدة، وتوفي في 24 نوفمبر 1970 في سولت ليك في الولايات المتحدة.

## وصلات خارجية
- سبنسر آدامز على موقعبيزبول رفرنس.كوم (الدوري الرئيسي) (الإنجليزية)
- سبنسر آدامز على موقعبيزبول رفرنس.كوم (الدوري الثانوي) (الإنجليزية)